# Casa Griffiths
La Casa Griffiths (en inglés: Griffiths House) es una casa histórica ubicada en Opa-locka, Florida. La Casa Griffiths se encuentra inscrito  en el Registro Nacional de Lugares Históricos desde el 17 de agosto de 1987.

## Ubicación
La Casa Griffiths se encuentra dentro del condado de Miami-Dade en las coordenadas 25°53′53″N 80°15′04″O / 25.898056, -80.251111.